# Крусткални
Кру́сткални (латис. Krustkalnu dabas rezervāts) — природний заповідник, розташований на сході Латвії. Заснований 15 квітня 1977 року.. Його площа становить 2978 га. З 2004 року цей заклад входить до європейської мережі природоохоронних територій Natura 2000. Керівництво заповідником здійснює регіональне управління Латгалії.
Об'єктами охорони у природному заповіднику Крусткални є особливі ландшафти Мадонсько-Трепського валу із комплексом хвойних лісів та луків, а також підземні джерела, що утворюють невеликі болота й озера. Особливістю цих джерел є високий вміст кальцію, завдяки чому утворюються вапнякові ґрунти. На них зростають кальцефільні види рослин, які часто трапляються у прибережних районах країни, але не притаманні Східній Латвії. У біоті заповідника налічують 32 види рослин та 37 видів тварин, занесених до Червоної книги Латвії, причому за кількістю червонокнижних рослин Крусткални займає друге місце серед заповідників країни.

## Історія
До заповідання терени Крусткални належали лісовій дослідній станції «Калснава». Через свій складний рельєф ці ділянки були незручні для обробітку, тому на них неможливо було застосовувати інтенсивні методи лісівництва. Водночас, завдяки перепадам висот і різноманіттю ландшафтів ця територія вирізнялась багатою рослинністю та цікавим тваринним світом. З огляду на ці два чинники їй було надано природоохоронний статус. 15 квітня 1977 року 69 кварталів лісової станції перетворилися на природний заповідник, але тимчасово залишились у користуванні дослідної станції. У 1979 році був створений державний природний заповідник Слітере, якому були підпорядковані усі інші латвійські заповідники, включно із Крусткални. У 1982 році на сході Латвії організували ще один заповідник — Тейчі. Оскільки він був розташований в одному регіоні із Крусткални, то для цих двох природоохоронних установ запровадили спільну адміністрацію, підпорядковану Латвійському виробничому лісогосподарському об'єднанню «Латвіяс Межс». З 1 лютого 2011 року спільна адміністрація обох східнолатвійських заповідників працює під керівництвом регіонального управління Латгалії.

## Клімат
Природний заповідник Крусткални географічно розташований у перехідній зоні між Центрально-Відземською височиною із її суворим кліматом та Лубанською низовиною, на якій панують тепліші континентальні повітряні маси. Вплив приморського клімату на його теренах ослаблений через відносну відокремленість від узбережжя Балтійського моря середньолатвійськими височинами. Сума активних температур на теренах заповідника становить близько 1800 °C, що співмірне із середньолатвійськими показниками. Безморозний період із температурами вищими за 5 °C триває 180 днів. Середні мінімальні температури становлять -28 °C. За рік тут випадає 600 мм атмосферних опадів, які розподіляються наступним чином: близько 350 мм випаровується, а 250 мм створюють поверхневі стоки. Слід зауважити, що сильна почленованість рельєфу обумовлює різноманіття мікрокліматичних умов на різних ділянках заповідника.

## Географія та гідрологія
Природний заповідник Крусткални розташований на сході Латвії, на умовній межі, що поділяє історичні регіоні Ліфляндія та Латгалія. Його територія цілком лежить в межах Мадонського краю, центр якого — місто Мадона — розташований за 15 км від кордонів охоронюваної території. Обриси заповідника нагадують трикутник, який на північному заході сягає селища Марцієна, на північному сході обмежений дорогою Мадона — Єкабпілс, а на півдні — річкою Айвієксте, що тече на околицях селища Ляудона.
Терени заповідника лежать на Середньодаугавській низовині, проте, за характером рельєфу більш схожі на розташовану поблизу Центрально-Відземську височину. В останній льодовиковий період на цих землях відбувалось потужне відкладення водно-льодовикового матеріалу, який сформував Мадонсько-Трепський вал. Крустални займає його найвужчу частину — від озера Дрейманю (Светес) на півночі до річки Айвієксте на півдні. В межах заповідника вал складається з 2-5 гряд, завдовжки до 4 км, загальною шириною 1-2 км та абсолютною висотою 153 м. В основі кожна з цих гряд завширшки від 70 до 250 м, має відносну висоту до 50 м і крутизну схилів близько 35°. Між грядами розташовані низини (добре дреновані або заболочені) та широкі яри.
Уздовж південно-східного схилу Мадонсько-Трепського валу тягнеться западина Дуку-Светес, розташована на абсолютних висотах 95-100 м. Вона пласка і являє собою дно давнього озера, що існувало тут у голоцені. На літоралі цього озера відкладалася велика кількість карбонатів, деякий час тут навіть видобували промисловим способом вапно. Зараз на місці колишніх кар'єрів виникли ставки, які поступово заростають і перетворюються на луки.
Загалом терени заповідника Крусткални багаті на водойми, які можна поділити на три різновиди: озера, річки та джерела. Найбільшими за площею є озера, яких тут налічують 13 штук. Серед них виділяється озеро Дрейманю, на південно-західному березі якого сформувався півторакілометровий півострів. Подібно до інших озер, зосереджених у східній частині заповідної території, Дрейманю має багнисті береги та дно, складене із вапняків із нашаруваннями мулу. Із цього озера витікає річка Светупе, що прямує через центральну частину западини Дуку-Светес на південь, вбирає у себе притоку Нієдріте та впадає у річку Айвієксте. Інша річка — Ніріте — має джерельне живлення і огинає заповідник з південного заходу. Усі ці річки невеликі, звивисті, з низькими берегами та багатою рослинністю. Джерела Крусткални зосереджені біля підніжжя пагорбів та на берегах озера Дрейманю.

## Геологія та ґрунти
Льодовикове походження форм рельєфу обумовлює склад геологічних порід. Це великозернисті піски, багатий карбонатами гравій флювіо-гляціального походження, галечник із валунами, рідше — суглинки та пилуватий матеріал. Подекуди ці матеріали перекриті валунними суглинками чи супісками. Карбонатні породи западини Дуку-Светес почали формуватися ще у бореальний період, продовжували накопичувтися у суббореальний, а їхнє відкладення завершилося у першій половині атлантичного періоду. Вапняки западини борошнисті, дрібнозернисті, із вмістом карбонатів 88-90 %. Їхній шар сягає 5 м завтовшки, зверху він перекритий середньорозкладеним торфом, шар якого в різних місцях западини має товщину від 0,1 до 2,5 м. Таким чином, западина Дуку-Светес має найбільші в Латвії поклади озерного вапняку.
Ґрунти природного заповідника Крусткални вирізняються розмаїттям. У північній частині охоронюваної території переважають підзолисті, а на решті території — дерново-підзолисті ґрунти і зовсім невеликі ділянки зайняті глеюватими та дерново-карбонатними ґрунтами. Серед торфових ґрунтів переважають типи, притаманні низинним болотам. Подекуди у ґрунтових розрізах знаходять деревне вугілля — нагадування про те, що в давнину на цих землях часто вирували лісові пожежі та застосовували підсічне землеробство.

## Флора

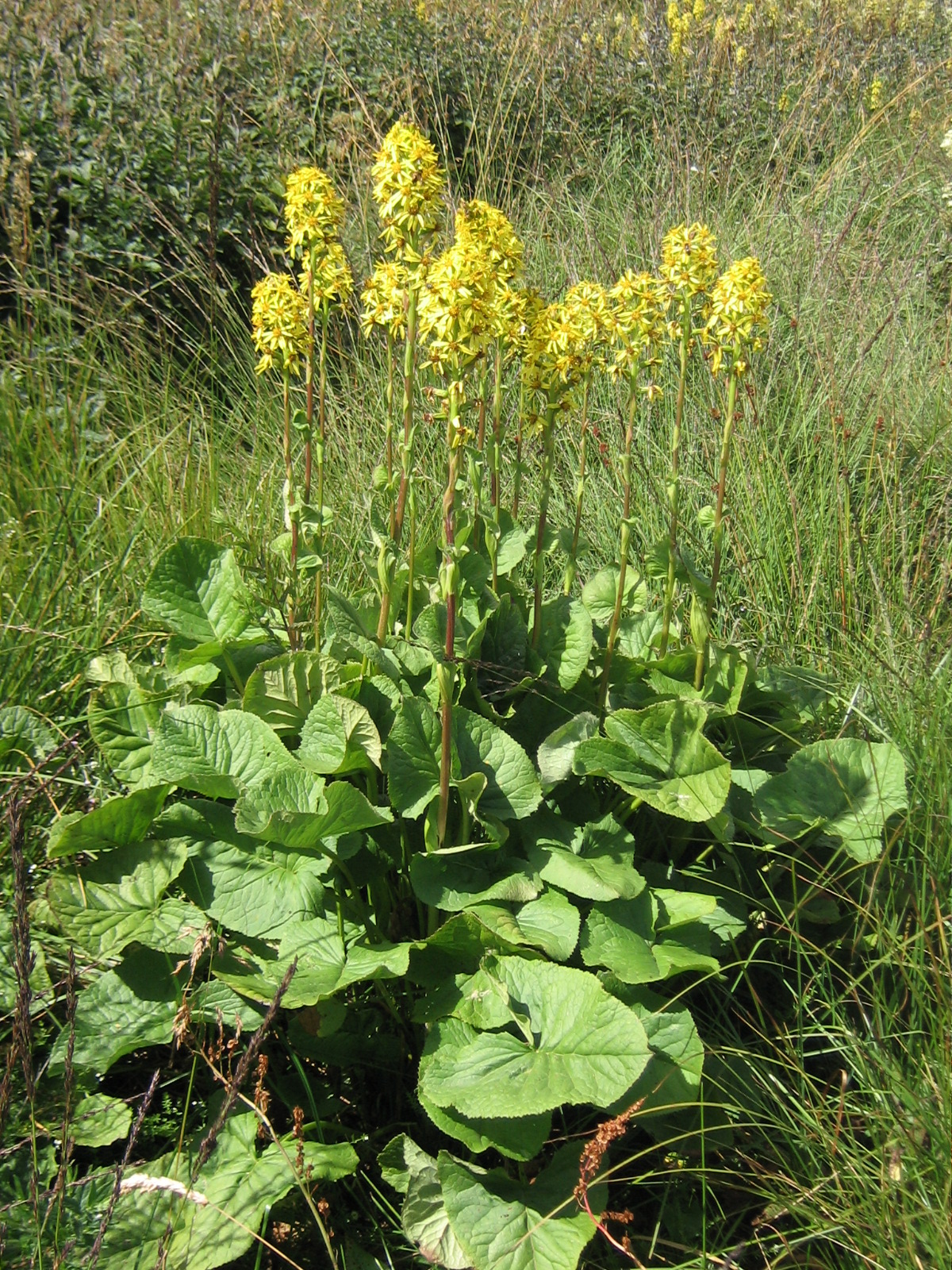
Язичник сибірський.

У біоценозах заповідника знайдено 604 таксони рослин, як видового, так і субвидового рівня, в тому числі 23 види папоротей, 12 видів голонасінних та 569 покритонасінних рослин. У флорі природного заповідника Крусткални переважають представники родин Айстрових, Тонконогових, Осокових, Бобових та Розових. Доволі широко представлені Зозулинцеві, яких тут налічують 17 видів.
За геоботанічним районуванням терени заповідника належать до Західної підпровінції Східно-Балтійського флористичного району, але розташовані близько до її кордонів зі Східною підпровінцією. Цим обумовлений змішаний характер його флори, у якій трапляються як типово східнолатвійські види (наприклад, язичник сибірський), так і види, що зазвичай зростають набагато західніше — на Приморській низовині. У заповідній флорі значну частину складають види із євразійським, європейським та циркумполярними ареалами.
Розмаїття мікрокліматичних умов і форм рельєфу обумовлює широкий спектр рослинних угруповань. Найпоширенішими фітоценозами Крусткални є соснові та ялинові ліси, які чергуються із дрібнолистяними лісами, невеликими луками, заростаючою ріллею та болотами різних типів. Заповідник належить до Прибалтійсько-Білоруської підпровінції Північно-Європейської тайгової провінції Євразійської тайгової області Голарктики, тому зональними типами лісів для нього є складні ялинові та широколистяно-ялинові. Саме ці ліси займають найбільш підвищені ділянки рельєфу, в той час як менш плодючі землі заросли борами. У них домішками до ялин і сосен верхнього ярусу слугують осики та берези, а в трав'яному покриві панують зелені мохи (плевроцій Шребера, гілокомій блискучий та Dicranum polysetum), орляк звичайний, чорниця. На схилах пагорбів, на плодючих ґрунтах зростають ялинові ліси із квасеницевим покривом. Вкрай рідко трапляються діброви із зеленомоховим покривом. На колишніх вирубках замість корінних лісів утворилися ліси із сірої вільхи, де в підліску багато липи серцелистої, черемхи звичайної, горобини звичайної, чорної смородини. В трав'яному покриві вільшаників панує кропива дводомна, що утворює тут високі та густі жалкі зарості. Натомість, соснові ліси здаються світлими, тому що розвиваються на сухих піщаних ґрунтах, які не до вподоби більшості лісових трав. З цієї причини нижній ярус рослинності тут утворений кущиками брусниці із домішками перестріча лучного та рідкісної зимолюбки зонтичної. На вершинах пагорбів цей покрив змінюється на зарості чорниці або суміш лишайників (кладонії, цетрарії ісландської) з вересом звичайним.
Особливий флористичний склад мають ліси на карбонатних ґрунтах. Вони можуть бути різних типів (ялинові, осикові, березові, дуже рідко — соснові або із верби козячої), але завжди містять незначні домішки широколистяних порід: липи серцелистої, дуба звичайного, клена звичайного, в'яза гладкого та голого. Підлісок у таких лісах дуже густий і різноманітний. Тут можна віднайти жимолость звичайну, ліщину, калину звичайну, горобину та вовче лико. Трав'яний покрив таких лісів дуже схожий на покрив південних дібров. Зокрема, у ньому багато яглиці звичайної, веснівки дволистої, печіночниці звичайної, переліски багаторічної, копитняку європейського, підмареннику запашного.
На найнижчих ділянках рельєфу зростають різноманітні заболочені ліси. Наприклад, якщо це бір, то в ньому наземний покрив утворюють сфагнуми (здебільшого сфагнум магелланський), багно звичайне та лохина; якщо ліс із берези пухнастої, то поміж деревами в ньому буде зростати очерет, бобівник трилистий, безколінець блакитний, осоки зближена та дерниста, причому осоки своїми дернинами утворюють характерний купинчастий мікрорельєф; якщо ліс ялиновий, то у його трав'яному покриві переважають папороті й осоки; якщо ліс сформований чорною вільхою, то він багатий на такі трави як веснівка дволиста, кропива дводомна, одинарник європейський, яглиця звичайна, осот овочевий, гадючник в'язолистий. У лісах заповідника інколи трапляються чагарники, які у Латвії не надто розповсюджені. Так, у сухих борах можна натрапити на поодинокі особини ялівцю, на родючіших ґрунтах — на бруслину європейську і бородавчасту.

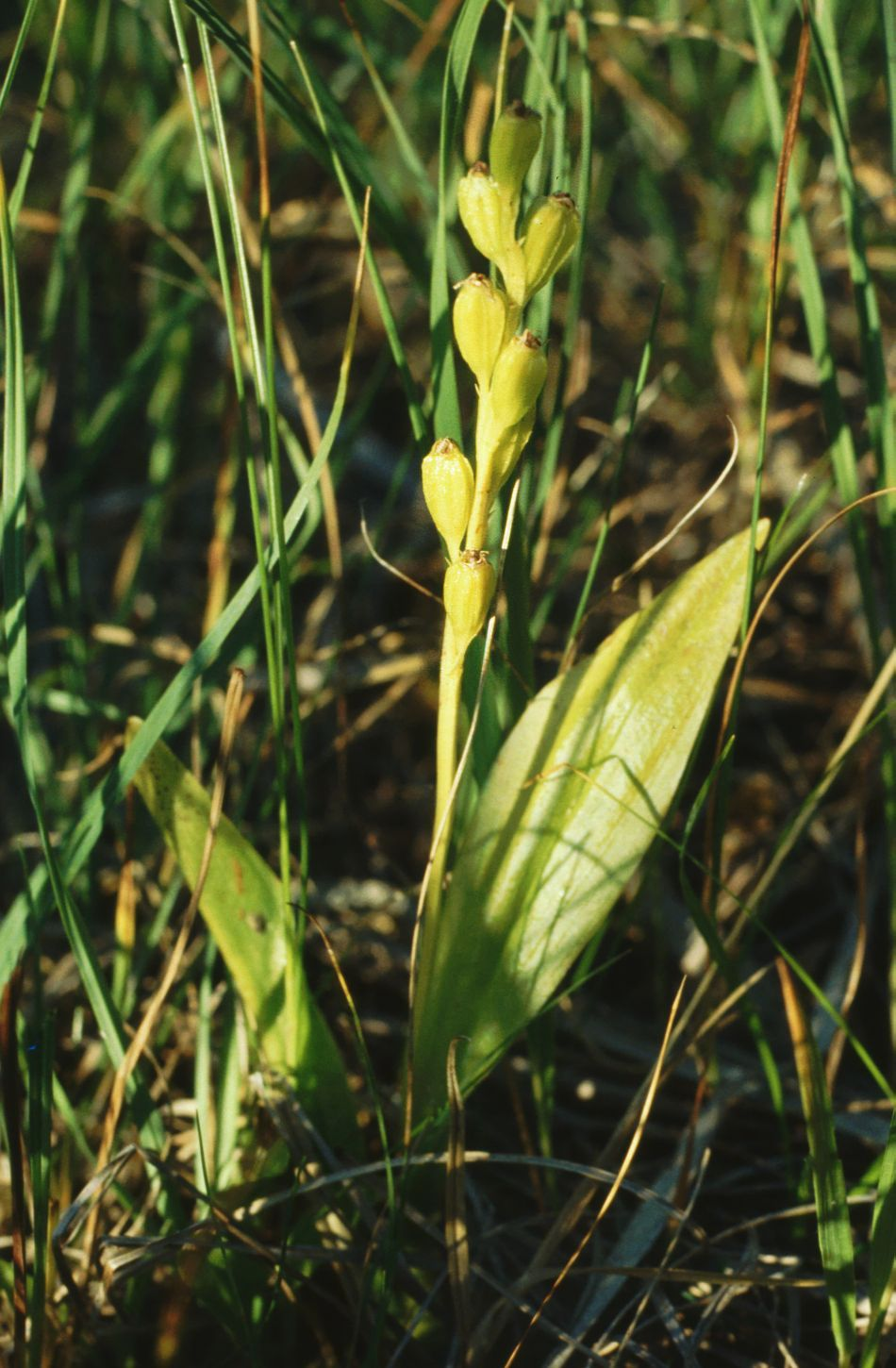
Жировик Льозеля, знайдений на березі озера Дрейманю.

Луки заповідника Крусткални поділяють на три типи: суходільні, мезофітні (помірно зволожені) та низинні. Суходільні луки приурочені до схилів пагорбів, на їхніх сухих і неплідних землях ростуть невибагливі трясучка середня, мітлиця звичайна та пахуча трава звичайна. У травостої мезофітних луків панує грястиця збірна, а на низинних окрім злаків (наприклад, щучника дернистого), є й представники інших родин — гравілат річковий, гадючник в'язолистий, осоки просяна та пухирчаста. Особливої уваги заслуговують дві своєрідні луки Крусткални. Перша розташована біля підніжжя пагорбу, де холодне джерело осаджує на навколишній поверхні вапно. На цій луці високі куртини осоки волотистої межують із рідкісними зозульками Руссова та язичником сибірським, причому у заповіднику Крусткални знаходиться найбільша популяція останнього виду на теренах Латвії. Інша лука займає терени півострова на озері Дрейманю. В цій місцині із надр землі прямо на поверхню виступає багнисте вапно, через що тут багато кальцефільних видів. Поміж непоказними осоками півострова можна віднайти чудові орхідеї — коручку болотну, зозульки балтійські та м'ясо-червоні, а також куртини рідкісної меч-трави болотної (через заповідник пролягає північно-східна межа ареалу цього виду). Поблизу джерел на цій луці оселились зелені мохи й жировик Льозеля, а на березі багато очерету.
Болота Крусткални приурочені або до западин між пагорбами, або до берегів озер. Серед них переважають низинні та перехідні, рідше трапляються верхові. Рослинність низинних боліт складають численні осоки (просяна, чорна, жовта, пухирчаста, здута, пухнастоплода) із значними домішками пухівки широколистої та окремим особинами бобівника трилистого й вовчого тіла болотного. На болотах перехідного типу до цих рослин долучаються лохина, журавлина, багно болотяне. Натомість, верхові болота від цих двох типів сильно відрізняються. Ці біотопи є царством сфагнових мохів, особливо сфагнуму магелланського. З трав'янистих рослин на них переважають пухівка піхвова та комахоїдні росички англійська і круглолиста. Подекуди на болотах заповідника здіймаються зарості, утворені різними видами верби, чорною вільхою та рідкісною березою низькою.
Флора водойм природного заповідника Крусткални включає в себе прибережні земноводні рослини (гелофіти), рослини, що ростуть зануреними у воду та види, що вільно плавають на її поверхні. Серед прибережних рослин звичайними є вовче тіло болотне, осока гостра, образки болотні, бобівник трилистий, теліптерис болотяний, а на окремих озерах також очерет, меч-трава, рогіз широколистий і вузьколистий. Глибші ділянки водойм заселяють латаття біле і сніжно-біле, глечики жовті, а на їхній поверхні часто плавають ряски мала й триборозенчаста, а також водяна чума канадська. Інколи на дні водойм можна помітити своєрідні підводні «луки», утворені водоростями з роду Chara.

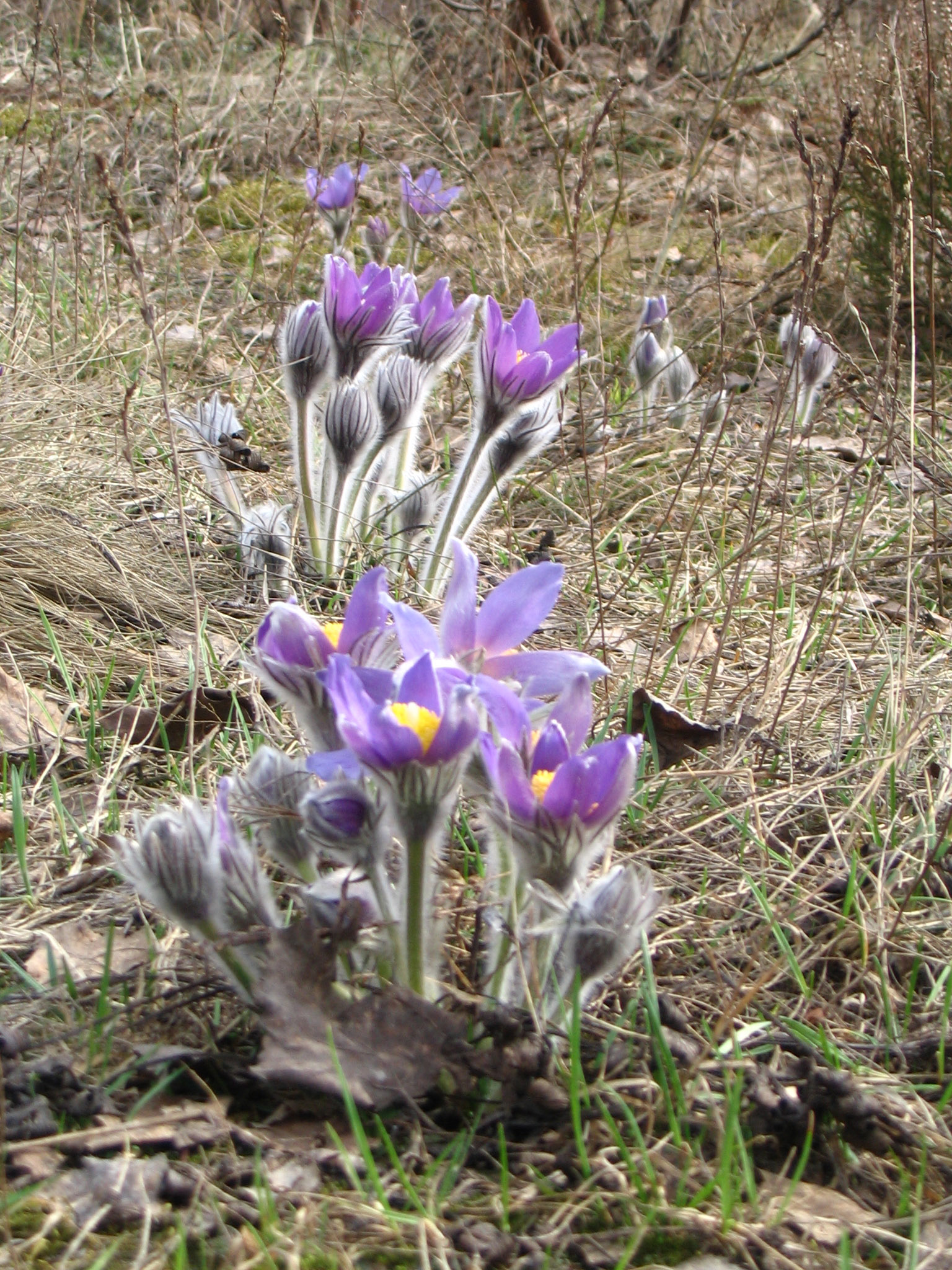
Квітне сон розкритий.

У заповіднику Крусткални науковцями описано 32 види рослин, занесених до Червоної книги Латвії. З них особливу цінність становлять меч-трава болотна і сон лучний (знайдений лише у двох місцях). Такі види як косарики черепитчасті, язичник сибірський, медунка вузьколиста, наперстянка великоквіткова в інших заповідниках Латвії взагалі не трапляються. Науковий інтерес становлять сон розкритий, півники сибірські й анемона лісова, чиї осередки розташовані на західній межі їхніх ареалів. Не настільки рідкісні, але теж підлягають охороні яблуня лісова, орлики звичайні, мучниця звичайна, коральковець тричінадрізаний, сашник іржавий. Окремої згадки варті орхідеї. Більшість з них віддає перевагу вологим лукам із вапнистим ґрунтом. На відносно невеликих ділянках тут можна віднайти зозульки Руссова, балтійські, м'ясо-червоні, Фукса, плямисті, любки зеленоквіткову та дволисту, жировик Льозеля, зозулинець чоловічий, глевчак однолистий. Лише коручка темно-червона полюбляє сухі сонячні узбіччя доріг та узлісся борів. З примітивніших рослин під охороною перебувають плауни колючий та булавоподібний, баранець звичайний, зелениця сплюснута.
Видовий склад лишайників та грибів у заповіднику Крусткални поки що вивчений недостатньо.

## Фауна
У межах природного заповідника Крусткални знайдено 41 вид ссавців (70 % теріофауни країни), 140 видів птахів (45 % орнітофауни Латвії), 5 видів плазунів, 6 видів земноводних, 21 вид риб та близько 400 видів комах. З них 37 видів занесені до Червоної книги Латвії. Найбільше у місцевій фауні представлені види бореальних мішаних лісів, також для заповідника доволі характерні представники широколистяних лісів. Значно менше суто тайгових та лісостепових видів.
Усі види комахоїдних ссавців у заповіднику звичайні, це європейський їжак, звичайні та малі мідиці, європейські кроти. Рукокрилі залітають до заповідника лише на нічне полювання, а вдень переховуються у будівлях населених пунктів поза межами заповідника, зокрема, їх знаходили у селищах Ляудона, Савієна, Праулієна. Серед представників цього ряду спостерігали вуханя звичайного, пергача північного, нічницю ставкову, вечірницю дозірну.
У заповіднику поширені білі зайці, а сірі трапляються рідко, втім, популяції обох видів мають тенденцію до скорочення. Дуже чисельні дрібні гризуни. Наприклад, у лісах багато нориці рудої, на вологих ділянках панують полівка північна, на відкритих просторах — полівка звичайна, мишак жовтогрудий, житник пасистий. У Крусткални добре почуваються бобри, які тут успішно розмножуються.

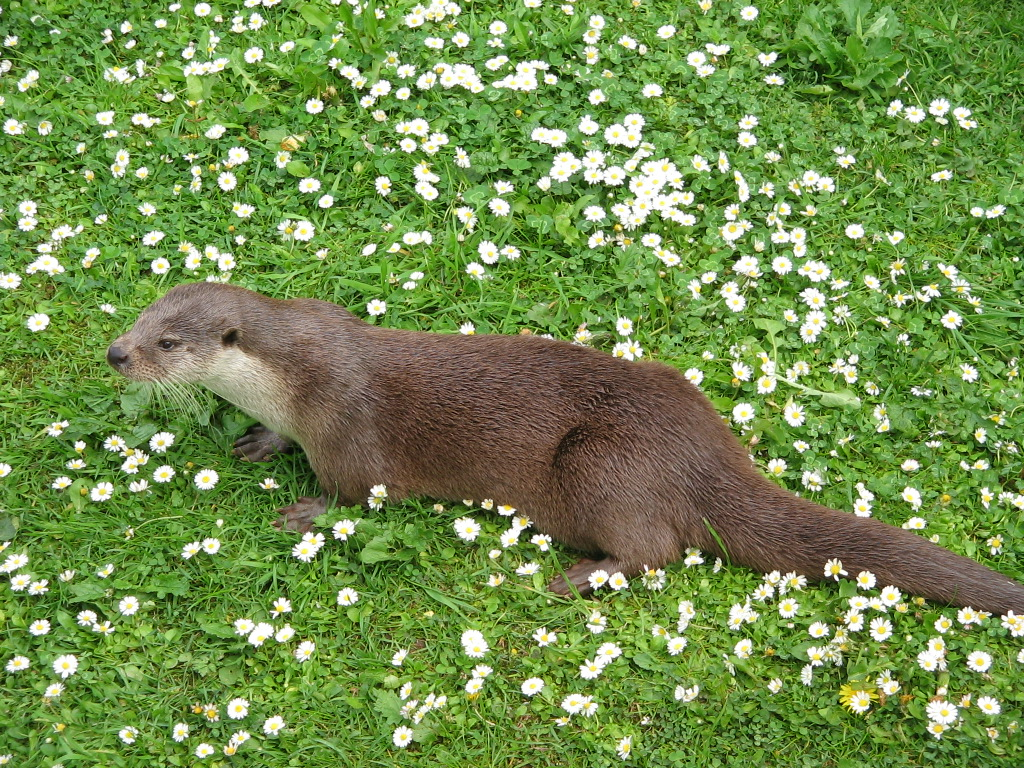
Видра річкова.

Ліси Крусткални є прихистком і для різноманітних хижаків. Зокрема, в них чисельні ласиця, тхір лісовий, горностай, існують сталі популяції річкової видри, звичайної лисиці та лісової куниці. Не становлять дивини європейські борсуки та уссурійські єноти, втім останні хижаки доволі чисельні, вони витісняють борсуків із їхніх лігв. Так само під впливом річкового візону повільно скорочується популяція європейської норки. На територію заповідника регулярно навідуються 1-2 рисі.
З 4 видів копитних у лісах заповідника найчастіше можна побачити лосів та диких свиней, але популяція сарни також немала. Її стан значною мірою залежить від умов зимівлі. Крім того, у Крусткални добре почуваються благородні олені — їхня чисельність також поступово збільшується.
Зі 140 видів птахів, знайдених у природному заповіднику Крусткални, достеменно встановлено гніздування 107 видів. З огляду на поширеність лісових біоценозів панівними видами цієї місцевості є дрібні горобцеподібні. Найчастіше можна натрапити на вільшанок, вівчариків-коваликів, вівчариків жовтобрових та весняних, а на окремих ділянках переважають гаїчка буроголова, синиця велика, мухоловка строката. Разом з тим, багато видів пернатих приурочені до певних біотопів. Наприклад, лише у хвойних лісах можна спостерігати за горіхівками, чубатими синицями, малими мухоловками, жовточубими золотомушками, лісовими тинівками, співочим та білобровим дроздами, звичайною вівсянкою тощо. Винятково на узліссях та вирубках гніздується дрімлюга. Господарями листяних лісів є кропив'янка садова, мухоловка сіра, коноплянка.
Орнітофауна відкритих біоценозів більше нагадує степи та луки півдня. Серед трав облаштовують свої гнізда жайворонок польовий, трав'янка лучна, щеврик лучний, кам'янка звичайна, чайка, плиски жовта та біла. Певною мірою до цієї групи можна віднести й синантропні види, що тяжіють до людського житла. Зокрема, поблизу будівель у заповіднику бачили хатніх і польових горобців, сільських та міських ластівок, садових горлиць.
Восени у заповіднику Крусткални залишається на зимівлю лише 50 видів птахів. Це не лише горобцеподібні (велика та довгохвоста синиці, польовий та хатній горобці, зеленяк, чиж, буроголова гаїчка, гаїчка-пухляк), але й представники інших рядів, зокрема, яструб великий, жовна чорна, дятли малий і звичайний. О цій порі стають дуже помітними воронові птахи: галки, сороки, круки, сірі ворони.
Хижі птахи у заповіднику хоча й представлені не надто великою кількістю видів, але мають сталі популяції. З денних хижаків найбільш поширені канюк звичайний та яструб великий, дещо менше — яструб малий. З навколишніх територій на полювання до заповідника часто навідується підсоколик великий. З нічних хижаків у лісах Крусткални регулярно гніздуються сіра та вухата сови. Окрім них тут спостерігали сичика-горобця, сича волохатого та сову довгохвосту.
Куроподібні птахи представлені такими видами як тетерук, орябок та сіра куріпка. Але якщо перші два види у заповіднику почувають себе добре, щорічно гніздуються та навіть деякою мірою панують узимку, то сіра куріпка потерпає від застосування добрив і ядохімікатів на навколишніх полях. Ще одним видом, вразливим з тієї ж причини, є деркач. Водоплавні та коловодні птахи, прив'язані до водойм, які практично не відвідують сторонні особи, не відчувають антропогенного тиску. На озерах заповідника численні лиски, крижні, водяні курочки, великі пірникози, чирянки велика та мала. Сюди постійно прилітають на годівлю сірі чаплі та чорні лелеки, хоча останній вид доволі рідкісний. Під час міграцій на території заповідника зупиняються на перепочинок великі зграї сірих журавлів (поодинокі особини залишаються на гніздування), гуменників та сірих гусок.

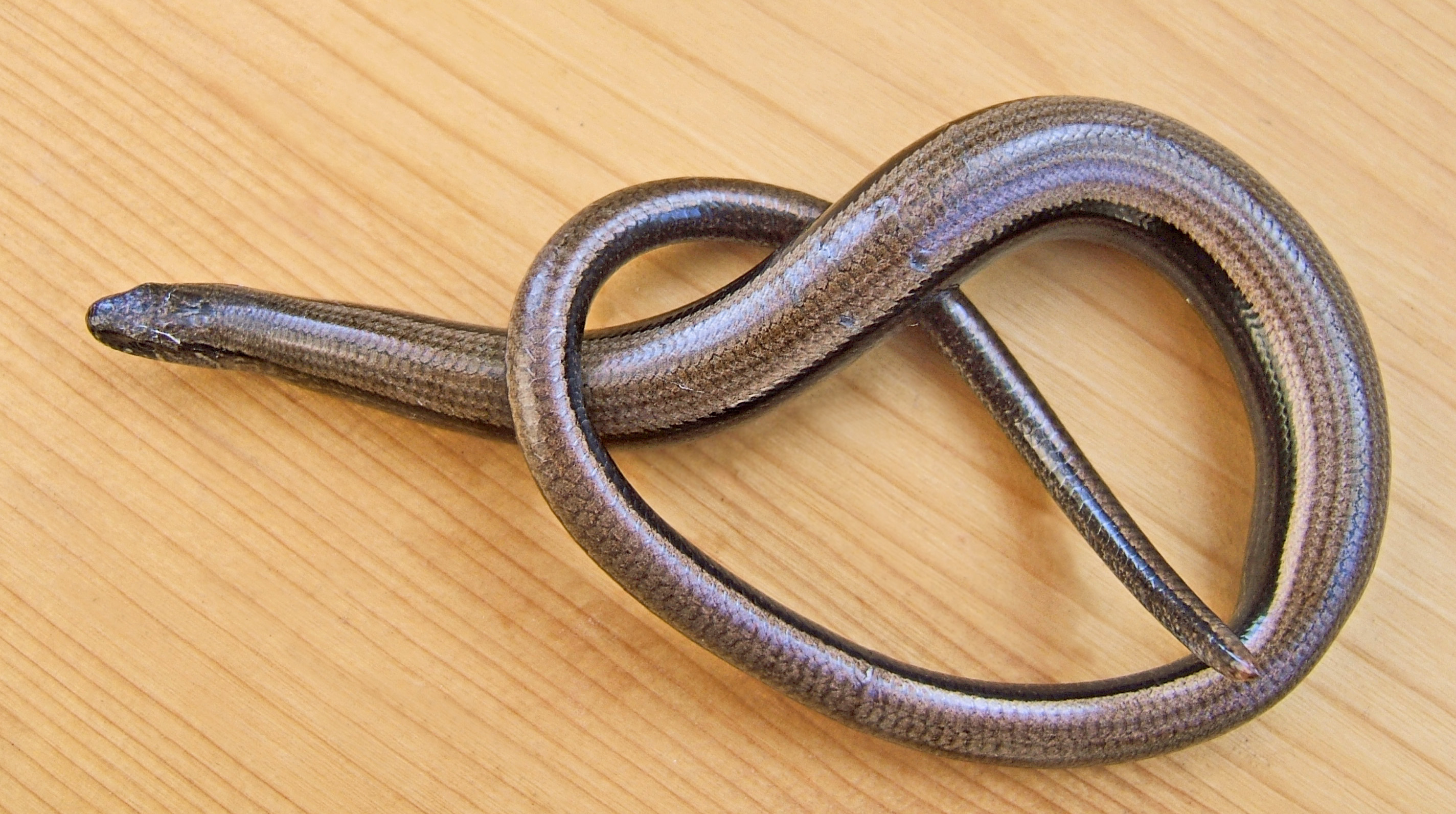
Рідкісна у заповіднику веретільниця ламка, хоча й схожа на змію, насправді є безногою ящіркою.

З п'яти видів плазунів у Крусткални найбільше живородних ящірок, також багато звичайних гадюк. Ящірки прудкі віддають перевагу сухим узліссям соснових лісів, а звичайні вужі, навпаки, тяжіють до водойм. Рідкісним плазуном є лише веретільниця ламка. Найчисельнішим видом земноводних у заповіднику вважають жабу гостроморду, але не набагато поступаються їй щільністю популяцій жаби ставкові, трав'яні та озерні, а також звичайні ропухи. Навесні у річках можна спостерігати за тритонами звичайними, які в інші пори року малопомітні.
Найчисельнішими видами риб у заповідних озерах є хижі — окуні та щуки. Природно, що їхньої здобичі також багато, це лини, плітки та плоскирки. У ставках, що утворилися на місці колишніх кар'єрів, переважають коропові: звичайний карась, верховодка, європейський головень, вівсянка. Натомість, у стрімких джерелах полюбляють селитися мересниці та пічкури. У дослідних виловах, зроблених у невеликих річках, також знаходили європейського слижа, річкового миня та звичайного вьюна.
У природному заповіднику Крусткални знайдено близько 400 видів комах та 12 видів павуків. У лісовій підстилці надзвичайно багато дрібнісеньких безвусикових та колембол. Найчисельнішим видом бабок є Aeshna grandis, на озерах також звичайна красуня діва, а понад стрімкими річками літає Calopteryx splendens. Прямокрилих знайдено лише 4 види: вовчок звичайний поширений на узліссях, а коники та кобилки оселяються на луках та у чагарниках. На противагу їм розмаїття жуків у Крусткални дуже велике. Лише одних турунів тут налічують 15 видів, з яких найчастіше трапляються Carabus granulatus, Carabus nemoralis, Carabus arcensis. У різних типах лісів мешкають жуки-санітари, які харчуються трупами. Це представники роду Nicrophorus та мертвоїди. Відносно багато у лісах вусачів та жуків-листоїдів. У водоймах не важко знайти вертячок та плавунців. Крім того, у водоймах чисельні представники інших груп комах, наприклад, хижі клопи (водомірки, Notonecta), волохокрильці, чиї личинки грають важливу роль в харчуванні деяких риб, одноденки, чий масовий літ спостерігають на озері Дрейманю щороку наприкінці весни.

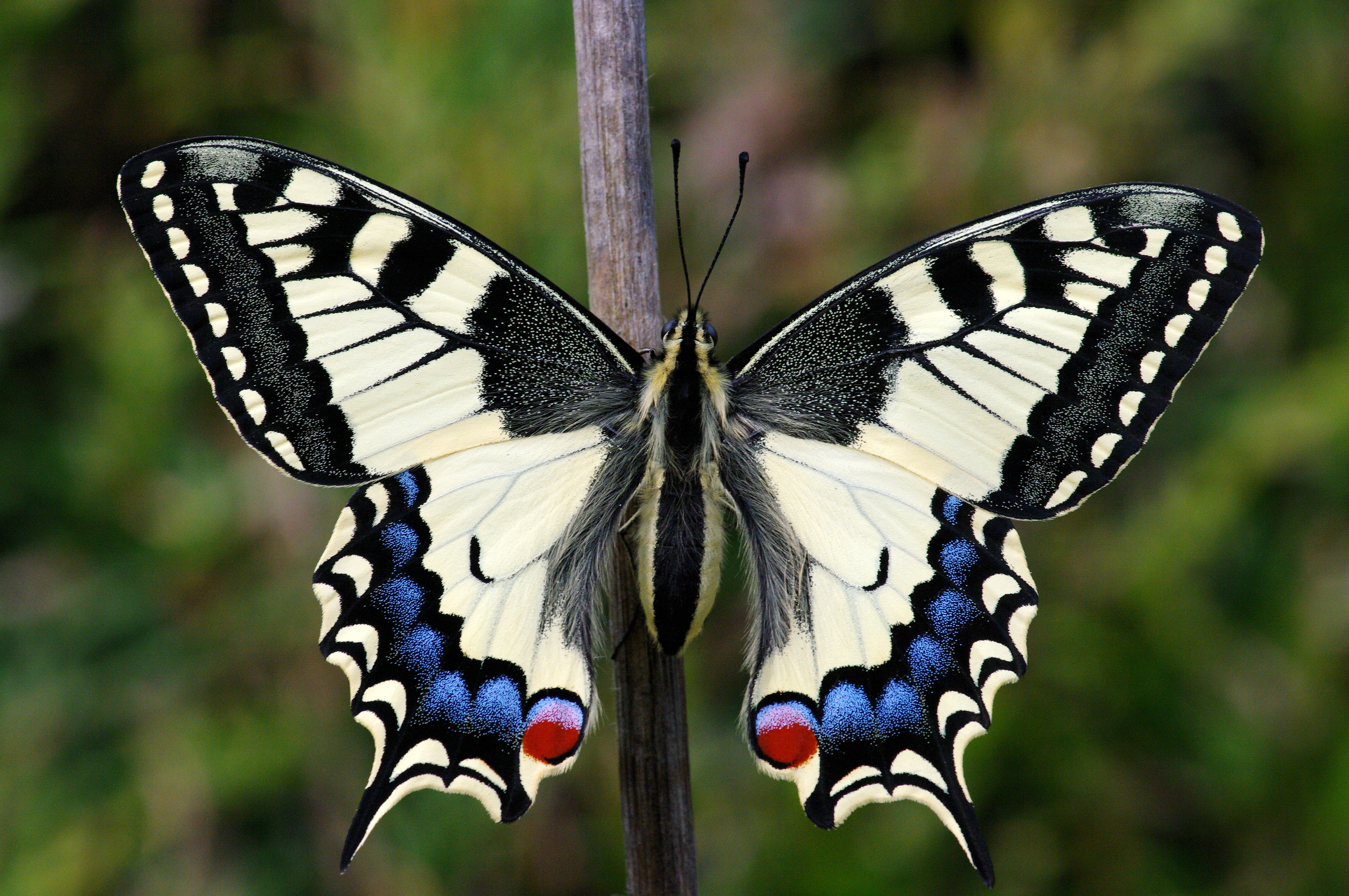
Махаон.

Окрім Твердокрилих, другою за кількістю видів групою комах є Лускокрилі. На теренах заповідника Крусткални описано 48 видів метеликів з 12 родин, з яких 28 денних та 20 — нічних. Серед денних видів звичайними є сонцевик павиче око, жалібниця, кілька видів біланів, типовим нічним метеликом можна вважати Ematurga atomaria. З двокрилих вельми поширені тахіни, дзюрчалки, галиці, комарі-довгоноги, ґедзі. Дуже корисні для екосистем заповідника перетинчастокрилі, з яких оси, джмелі та дикі бджоли виступають запилювачами рослин, а мурахи (перш за все Formica polyctena і Formica rufa) та їздці регулюють чисельність паразитів деревних порід.
Особливу увагу науковці заповідника приділяють охороні рідкісних видів: туруна Carabus violaceus (знайдений лише одного разу), метелика Lycaena dispar, літ якого спостерігали тільки поблизу селища Ляудона, ведмедиці-господині (знаходиться на північно-західній межі ареалу) та махаона (знаходиться на північній межі ареалу).
З інших безхребетних у заповіднику досліджували лише популяцію річкових раків.

## Наукова та господарська діяльність
Увагу науковців Крусткални привернули ще у XIX столітті. У 1895 році ботанік А. Рапп уклав перелік місцевої флори, до якого вже тоді було включено 417 видів рослин, знайдених на околицях Ляудони. З 1940-х років флористичні дослідження у Крусткални регулярно проводили студенти Латвійського університету. У 1972 році ґрунтовне дослідження місцевих мохів здійснив бріолог А. Аболінь, а в 1976 році естафету перейняв відомий флорист А. Расіньш. За результатами цих досліджень було прийнято рішення про надання цій території статусу заповідника задля збереження унікальних біотопів та притаманного їм розмаїття рослин. Після створення заповідника дослідження на його території проводять працівники заповідників Тейчі і, деякою мірою, національного парку Слітере.
На теренах природного заповідника Крусткални діє суворий охоронний режим, який забороняє будь-яку господарську діяльність: вирубування дерев, видобуток копалин, полювання, заготівлю рослинної сировини, інтродукцію тощо. Безпосередньо через заповідник проходять дві дороги загального користування, а його кордони прилягають до сільськогосподарських угідь. Відвідування заповідника сторонніми особами, навіть у складі екскурсійних груп, заборонено, за спеціальними дозволами зробити це можуть лише науковці.